# Isopogon baxteri
Isopogon baxteri (лат.) — кустарник, вид рода Изопогон (Isopogon) семейства Протейные (Proteaceae), эндемик юго-западного региона Западной Австралии. Прямостоячий куст с клиновидными, часто трёхлопастными зубчатыми листьями и приплюснутыми шаровидными соцветиями опушённых розовых цветков.

## Ботаническое описание

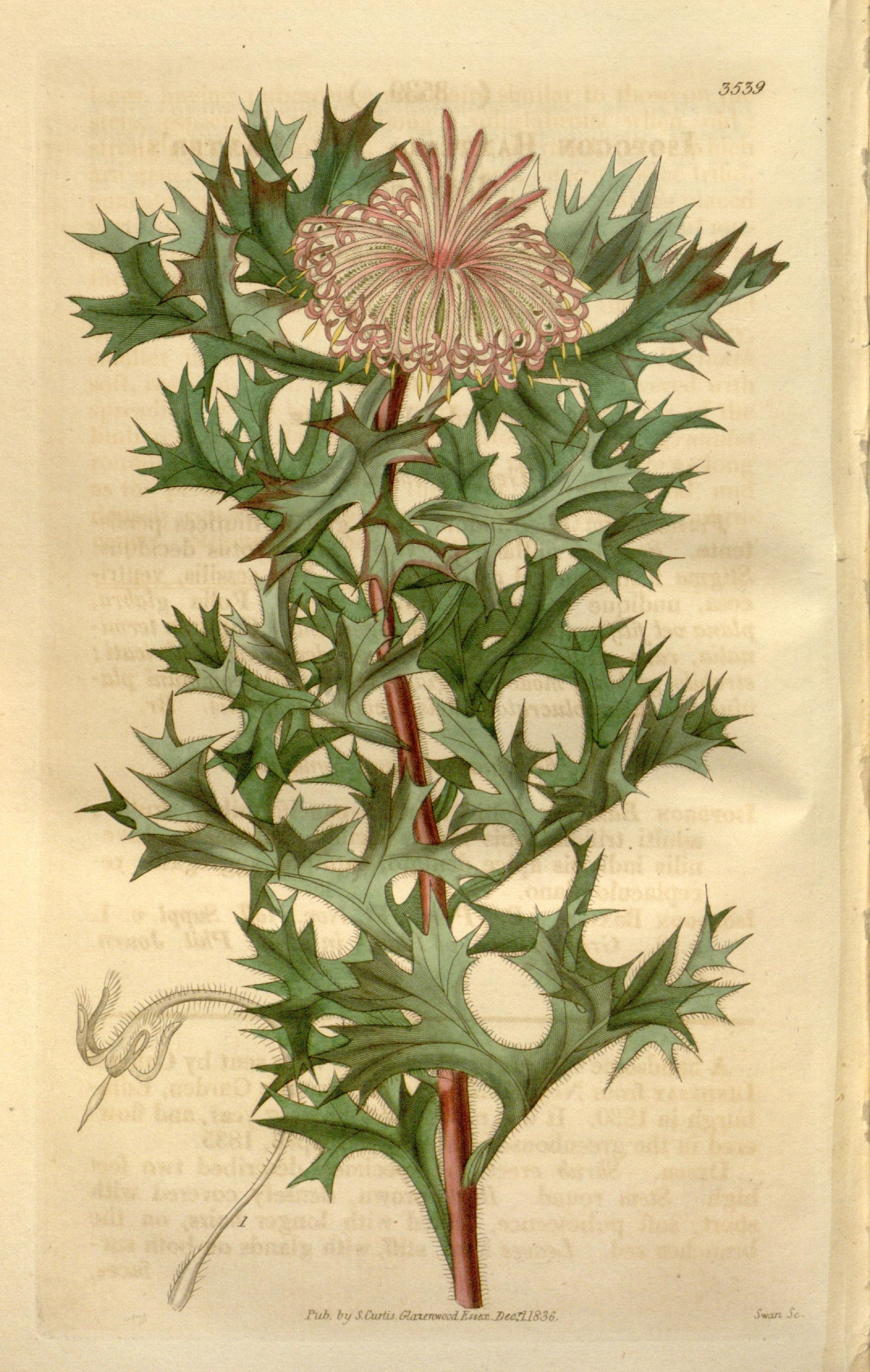
I. baxteri. Иллюстрация 1836 года

Isopogon baxteri — прямостоячий кустарник высотой 0,2-1,5 м с опушёнными красноватыми или коричневыми ветками. Листья клиновидные, часто трёхлопастные, длиной 20-45 мм с 12-14 остроконечными зубчиками по краю. Цветки расположены в сидячих уплощенно-сферических цветочных головках диаметром 30-35 мм с опушёнными яйцевидными обволакивающими прицветниками у основания соцветия. Цветки около 35 мм в длину, розовые и покрыты сероватыми волосками. Цветение происходит с августа по январь. Плоды представляют собой опушённые шаровидные орехи, сросшиеся в эллиптическую или сферическую плодовую головку диаметром до 22 мм.

## Таксономия
Впервые этот вид был описан в 1830 году Робертом Броуном в Supplementum primum Prodromi florae Novae Hollandiae на основе образцов, собранных в 1823 году около пролива Кинга-Джордж английским садоводом и сборщиком растений Уильямом Бакстером.

## Распространение и местообитание
I. baxteri — эндемик Западной Австралии. Растёт на пустошах или кустарниковых зарослях на хребте Стерлинг и недалеко от Маунт-Баркер на юго-западе Западной Австралии.

## Охранный статус
Вид классифицируется Департаментом парков и дикой природы правительства Западной Австралии как «не находящийся под угрозой исчезновения». Международный союз охраны природы классифицирует природоохранный статус вида как «близкий к уязвимому положению».